# Bohrprofil

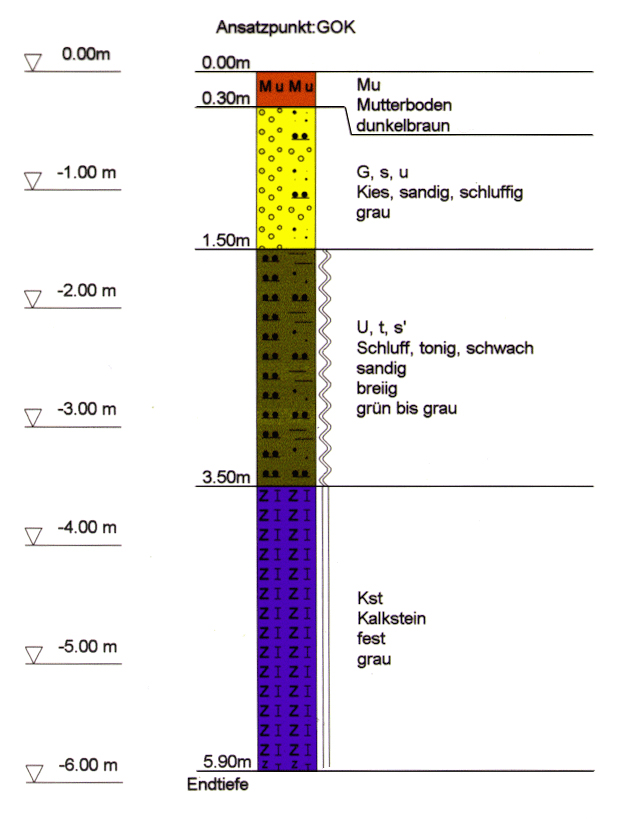
Beispiel eines Bohrprofils

Ein Bohrprofil ist die grafische Darstellung (z. B. nach DIN 4023) der Schichtenbeschreibung  aus einem zuvor aufgenommenen Schichtenverzeichnis (z. B. nach EN ISO 14688 / 14689 oder DIN 4022). Die Kennzeichnung der einzelnen Boden- bzw. Felsarten erfolgt nach festgelegten Zeichen und Farben (z. B. gelb für Kies).